# Jørgen Gunnerud
Jørgen Gunnerud, né le 2 juin 1948 à Oslo (Norvège) et mort le 21 mai 2025 dans la même ville, est un écrivain norvégien, auteur de romans policiers.

## Biographie
Étudiant en histoire, Jørgen Gunnerud est actif au sein du mouvement marxiste-léniniste et est élu président d'une association étudiante communiste en 1973.
En 1994, il publie son premier roman, Raymond Isaksens utgang. En 2007, il fait paraître Høstjakt avec lequel il remporte le prix Riverton 2007.
Plusieurs de ses romans ont pour héros l'enquêteur Knut Moen qui travaille dans la brigade spéciale de la police norvégienne affectée à la lutte contre le crime organisé.

## Prix et distinctions

### Prix
- Prix Riverton 2007 pour Høstjakt[2]

## Œuvre

### Romans
- Raymond Isaksens utgang (1994)
- Kvinnen fra Olaf Ryes plass (1996)
- Gjerningsmann: Ukjent (1998)
- Selvtekt (2000)
- Til odel og eie (2003)
- Djevelen er en løgner (2006)
- Høstjakt (2007)
- Byen med det store hjertet (2009)
- Skje din vilje (2010)
- Mistanken (2012)
- Sju dager i september (2014)

### Autre ouvrage
- Håvard den halte (2004).